# Pao-tchou
Pao-tchou (mongolsky , Бугат хот, Bugat hot, čínsky pchin-jinem Bāotóu, znaky 包头) je město a městská prefektura v Čínské lidové republice. Leží ve Vnitřním Mongolsku u hranice s Mongolskem. Jméno pochází z mongolštiny, v níž znamená „místo s jeleny“, proto se mu také někdy říká „Město jelenů“ (čínsky v českém přepisu Lu-čcheng, pchin-jinem Lùchéng, znaky 鹿城).
Na 22 768 kilometrech čtverečních zde žije 2,5 miliónu obyvatel.

## Doprava
Končí zde 833 kilometrů dlouhá železniční trať Peking – Pao-tchou vedoucí z Pekingu, hlavního města Čínské lidové republiky, a 995 kilometrů dlouhá železniční trať Pao-tchou – Lan-čou vedoucí z Lan-čou v provincii Kan-su.

## Partnerská města
- El Paso, Texas, Spojené státy americké

- Erdenet, Mongolsko
- La Rochelle, Francie
- Mbombela, Jihoafrická republika